# Чжан Цзиган
Чжан Цзига́н (кит. упр. 张继钢, пиньинь Zhāng Jìgāng; род. 25 декабря 1958 года, Шаньси, Китай) — китайский хореограф, главный хореограф ансамбля при Главном политическом управлении НОАК, генерал-лейтенант. Организатор церемоний открытий и закрытий Олимпийских Игр 2008 года в Пекине. Прославился постановкой «Тысячерукая Гуаньинь». Чжан Цзиган также занимается постановкой танцевального представления «Дорога к возрождению».